# Brug 463
Brug 463 is een vaste brug in Amsterdam-West.
De brug overspant de Haarlemmervaart aan de oostkant van de Schutsluis Haarlemmervaart en ligt (bijna) in het verlengde van de Van Slingelandtstraat.
De brug werd gebouwd rond 1892, niet als verkeersbrug, maar als spoorbrug voor goederenverkeer naar de Asch- en vuilnisbelt. De spoorlijn is al eerder op kaarten van Amsterdam terug te vinden, maar dan vaak op kaarten waarop een planning wordt weergegeven. Deze sloot in het noorden aan op de spoorlijn Amsterdam – Haarlem.
Op de plaats van de vuilnisbelt verrees in 1934 de Centrale Markthallen (sinds de jaren negentig Food Center Amsterdam) en vertakte de spoorlijn in drieën. Het westelijke en middelste spoor kregen nogmaals twee takjes voor van de aanvoer en afvoer van handelswaar. Rond het midden van de jaren vijftig werd ten westen van het spoor de Van Slingelandtstraat aangelegd. Het spoor lag tot 1985 aan beide kanten naast de weg, vandaar dat de brug net niet perfect aansluit op de straat. In 1985 werd de spoorlijn naar Haarlem verlegd naar het noorden en werd de aftakking opgebroken. De spoorbrug werd in het begin van de jaren negentig verbouwd tot verkeersbrug, toen het terrein van de Westergasfabriek een herbestemming kreeg: van daadwerkelijke gasfabriek tot cultuurcentrum.
De brug stond plaatselijk bekend als de ‘Van Slingelandtbrug’, een indirecte vernoeming naar Simon van Slingelandt, totdat in april 2016 de gemeente Amsterdam alle officieuze benamingen heroverwoog. De officieuze tenaamstelling verviel en Amsterdammers konden vanaf toen ook verzoeken indienen voor alternatieve tenaamstellingen, die wanneer goedgekeurd opgenomen zouden worden in de Basisregistraties Adressen en Gebouwen.

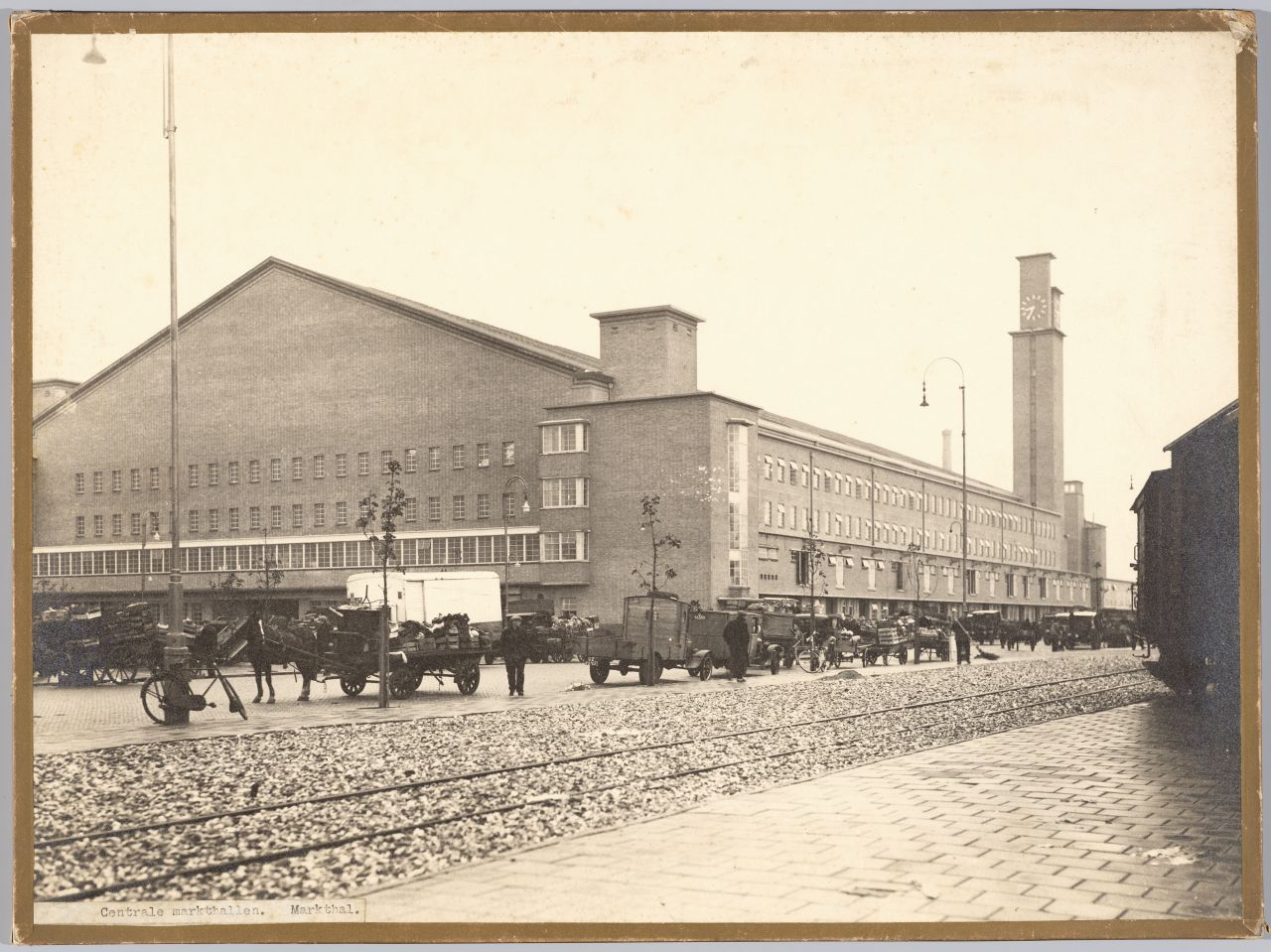
Gebouw van Centrale Markthallen met spoor (1932)

<<< · 400 · 401 · 402 · 403 · 404 · 405 · 406 · 407 · 408 · 409 · 410 · 411 · 413 · 414 · 415 · 416 · 417 · 418 · 419 · 420 · 421 · 422 · 423 · 424 · 425 · 427 · 429 · 430 · 431 · 432 · 433 · 434 · 435 · 436 · 437 · 438 · 439 · 440 · 441 · 442 · 443 · 444 · 445 · 446 · 447 · 448 · 449 · 450 · 451 · 452 · 453 · 454 · 455 · 456 · 457 · 458 · 459 · 460 · 461 · 462 · 463 · 464 · 465 · 466 · 469 · 470 · 471 · 472 · 473 · 474 · 475 · 476 · 478 · 479 · 480 · 482 · 483 · 485 · 486 · 487 · 488 · 489 · 490 · 491 · 492 · 493 · 494 · 495 · 496 · 497 · 499 · >>>
Brugnummers 412, 426, 428, 467, 468, 477, 481, 484 en 498 zijn niet (meer) vergeven.